# 蓮久寺 (静岡市)

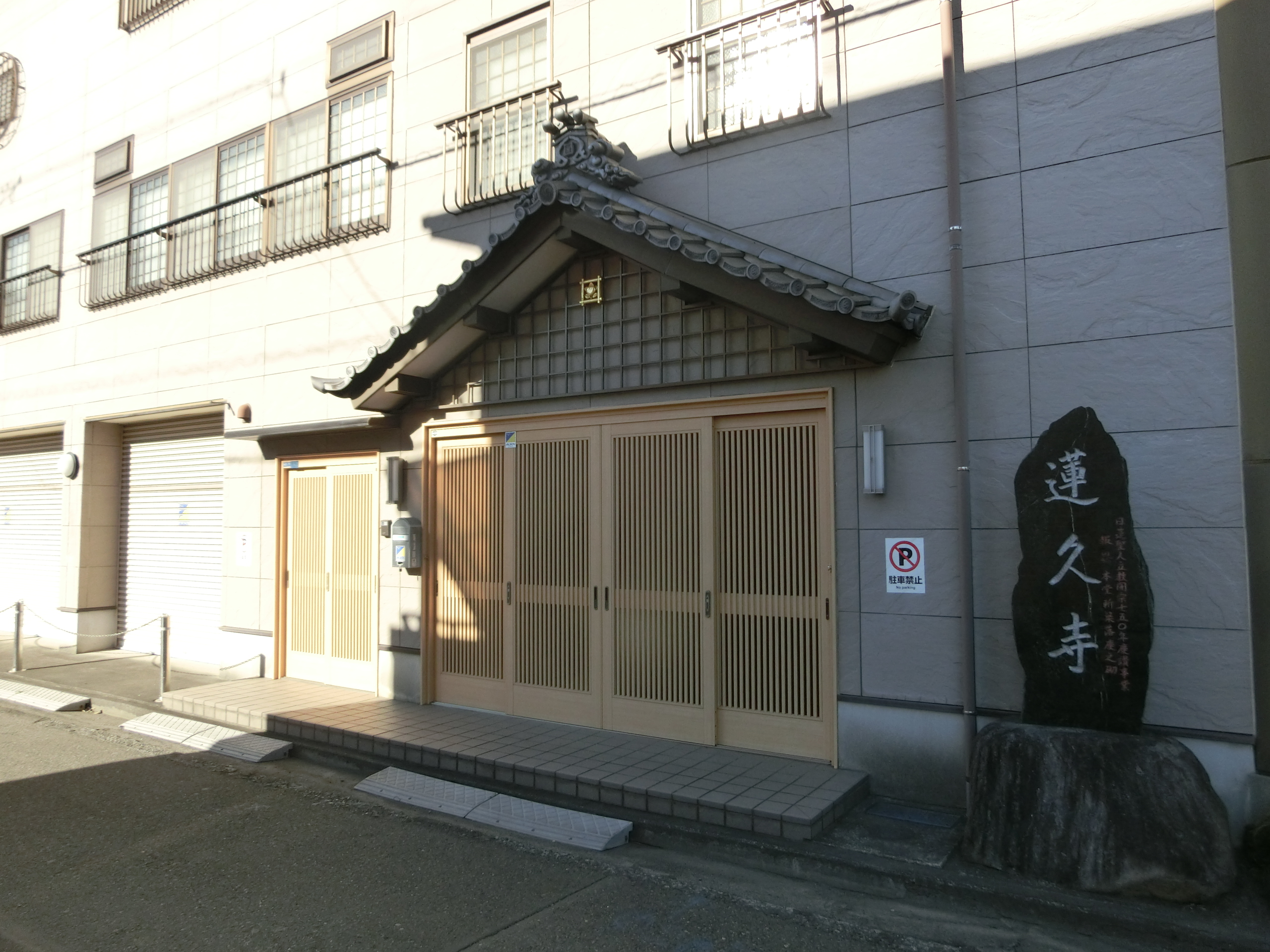
蓮久寺

蓮久寺（れんきゅうじ）は、静岡県静岡市駿河区馬渕にある日蓮宗の寺院。山号は白龍山。旧本山は身延山久遠寺、脱師法縁。

## 歴史
永禄2年（1559年）、静岡市北部、安倍川上流にある梅ヶ島温泉で湯治のため訪れた大法律師日告が寺を建立した。明治時代、津波のため堂宇を流出し無住となる。昭和25年（1950年）18世日精の代に坂田妙行の援助により現在地に移転し再興した。平成になって檀信徒会館も完成しあた。

## ホームページ
白龍山 経王殿 蓮久寺 (hakuryuzanrenkyuji.com)

## 交通アクセス
静岡駅南口から徒歩10分。国道1号のすぐ南。

## 参考資料
- 日蓮宗寺院大鑑編集委員会『宗祖第七百遠忌記念出版 日蓮宗寺院大鑑』大本山池上本門寺 (1981年)